# Zoilos II.

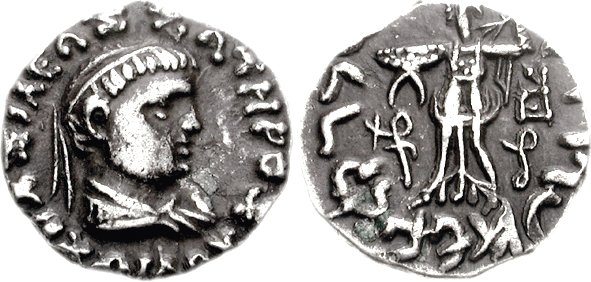
Münze Zoilos’ II.

Zoilos II., auch Zoilos Soter, war ein indo-griechischer König, der um 50 bis 30 v. Chr. im Punjab regierte. Er war vielleicht einer der letzten bedeutenderen Herrscher der Griechen in dieser Region.
Seine Münzen zeigen auf der Vorderseite sein Porträt und griechische Legenden, auf der Rückseite befindet sich ein Bild einer stehenden Athene mit Legenden in Kharoshthi. Andere Prägungen zeigen auf der Vorderseite Apollon oder einen Elefanten und diverse Motive auf der Rückseite.